# 1632
Năm 1632 (số La Mã: MDCXXXII) là một năm nhuận bắt đầu từ ngày thứ năm trong lịch Gregory (hoặc một năm nhuận bắt đầu vào Chủ Nhật của lịch Julius chậm hơn 10 ngày).